# Damián Forment
Damian Forment - Damià Forment en catalan - (Valencia vers 1480 - Santo Domingo de la Calzada (La Rioja), 1540) était un sculpteur espagnol, considéré comme le plus productif de la Couronne d'Aragon, et l'un des premiers introducteurs de la Renaissance en Espagne.
Fils de Paul Forment, sculpteur originaire de Alcorisa (Teruel), et frère cadet de Onofre Forment, avec qui il a travaillé entre 1500 et 1503. Le style Renaissance italienne de ses œuvres indique qu'il a sans doute étudié en Italie. Il semble, par ailleurs, avoir été l'élève de Jaime Vicente, sculpteur de Valence.

## Biographie
Il s'est marié à Valence en 1499 avec Jerónima Alboreda avec qui il a eu quatre filles. Il a déménagé à Saragosse en 1509 pour faire sa première commande importante dans la Basilique del Pilar (Saragosse), le retable du grand autel, pour lequel on lui imposa de prendre comme modèle le retable gothique de La Seo (Saragosse). Il a construit d'autres retables pour Saragosse, puis, entre 1520 et 1534, pour la cathédrale de Huesca (très similaire à celui de la Basilique del Pilar).
Son atelier à Saragosse devint important, avec de nombreux disciples et apprentis. Il y réalisa plus de vingt-cinq retables. Un de ses clients les plus importants a été l'évêque de Lérida, Jaime Conchillos, né en Aragon, qui lui a commandé plusieurs retables pour la ville de Saragosse, ainsi que sa chapelle funéraire, et pour Tarazona de Aragón, sa ville natale. Damián Forment eut trois ateliers en activité simultanée : Saragosse, Huesca et  Tarragone.
Son œuvre la plus importante et controversée est le retable en albâtre blanc pour le monastère de Poblet (Tarragona), commandé par l'abbé Caixal. Il a été réalisé entre 1527 et 1529, avec de nombreux contributeurs. Il a été accusé de ne pas mettre un bon marbre et de carences dans la taille, de sorte qu'il ne perçut pas le montant stipulé dans le contrat. Restauré, le retable est l'œuvre de style Renaissance est la plus importante du monastère de Poblet. Le monastère de Poblet est inscrit sur la liste du patrimoine mondial de l'UNESCO en 1991.
Damián Forment est mort alors qu'il travaillait au retable en bois de la cathédrale de Santo Domingo de la Calzada, commandé en 1537.

## Principales œuvres
- Retable de l'Immaculée Conception, 1500-1503, en collaboration avec Pablo y Onofre Forment (musée des Beaux Arts de Valence).
- Retable de Saint Éloi, avec son frère Onofre, pour la corporation des orfèvres de Valence, 1509.
- Grand retable de la basílique del Pilar. Saragosse, 1509
- Retable de l'église San Pablo (Saragosse). 1511.
- Notre-Dame du Chœur, Saragosse, 1515.
- Retable de la cathédrale de Huesca, 1520-1534
- Piété, 1522-1525
- L'Adoration des bergers. Sobradiel (Saragosse), 1520-1530
- La Magdalena. Tarazona de Aragón (Saragosse), 1524
- Retable du monastère de Poblet. Tarragone, 1527
- Retable de la cathédrale de Santo Domingo de la Calzada. Santo Domingo de la Calzada (La Rioja), 1537
- Retable principal de l'église de Sallent de Gállego (Huesca), 1537
- Retable de la cathédrale de Barbastro, Huesca, 1560 (il mourut sans l'achever ; en 1602, Orliens, Martínez de Calatayud y Armendia le terminèrent).

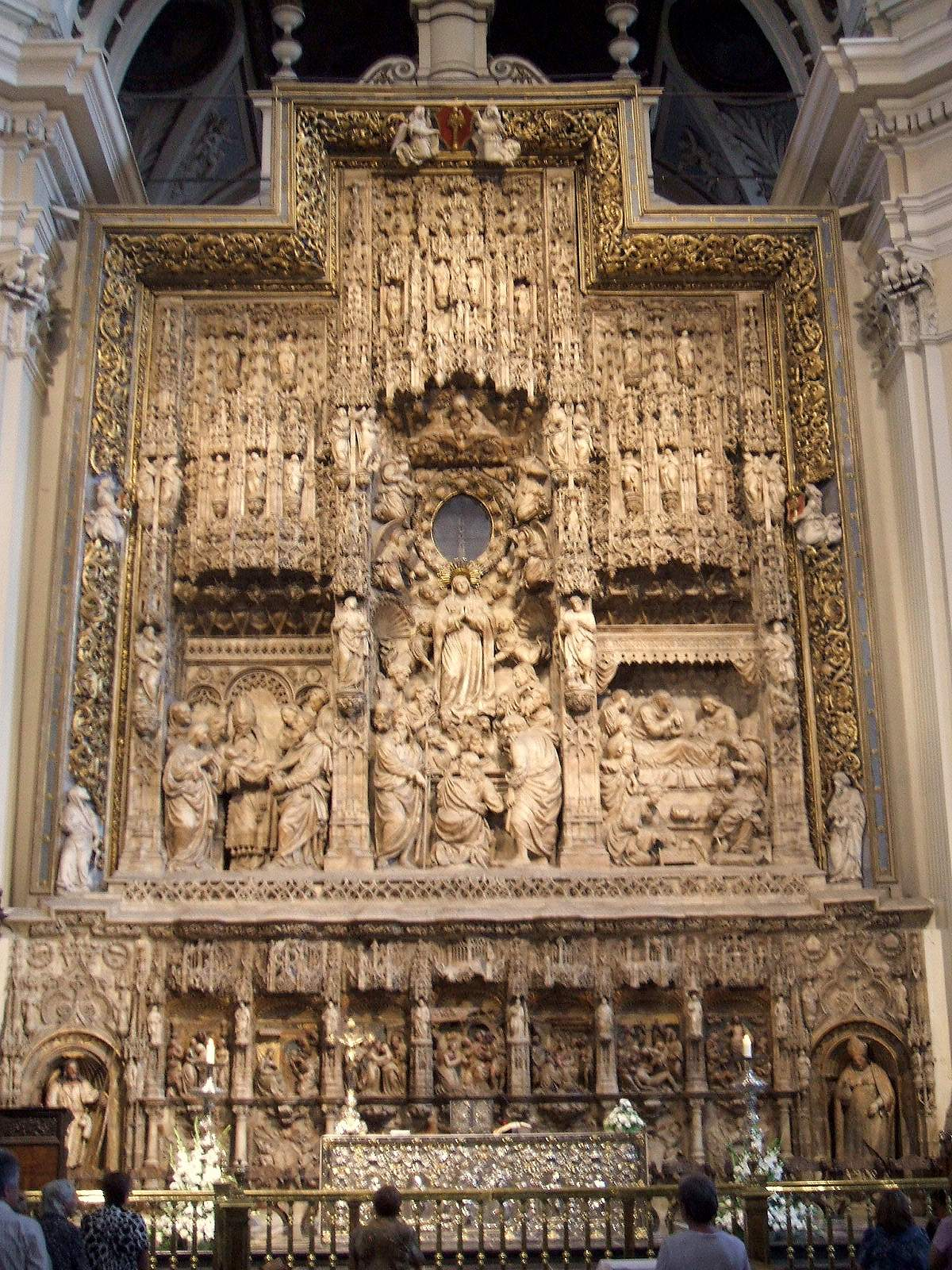
Le retable del Pilar à Saragosse.
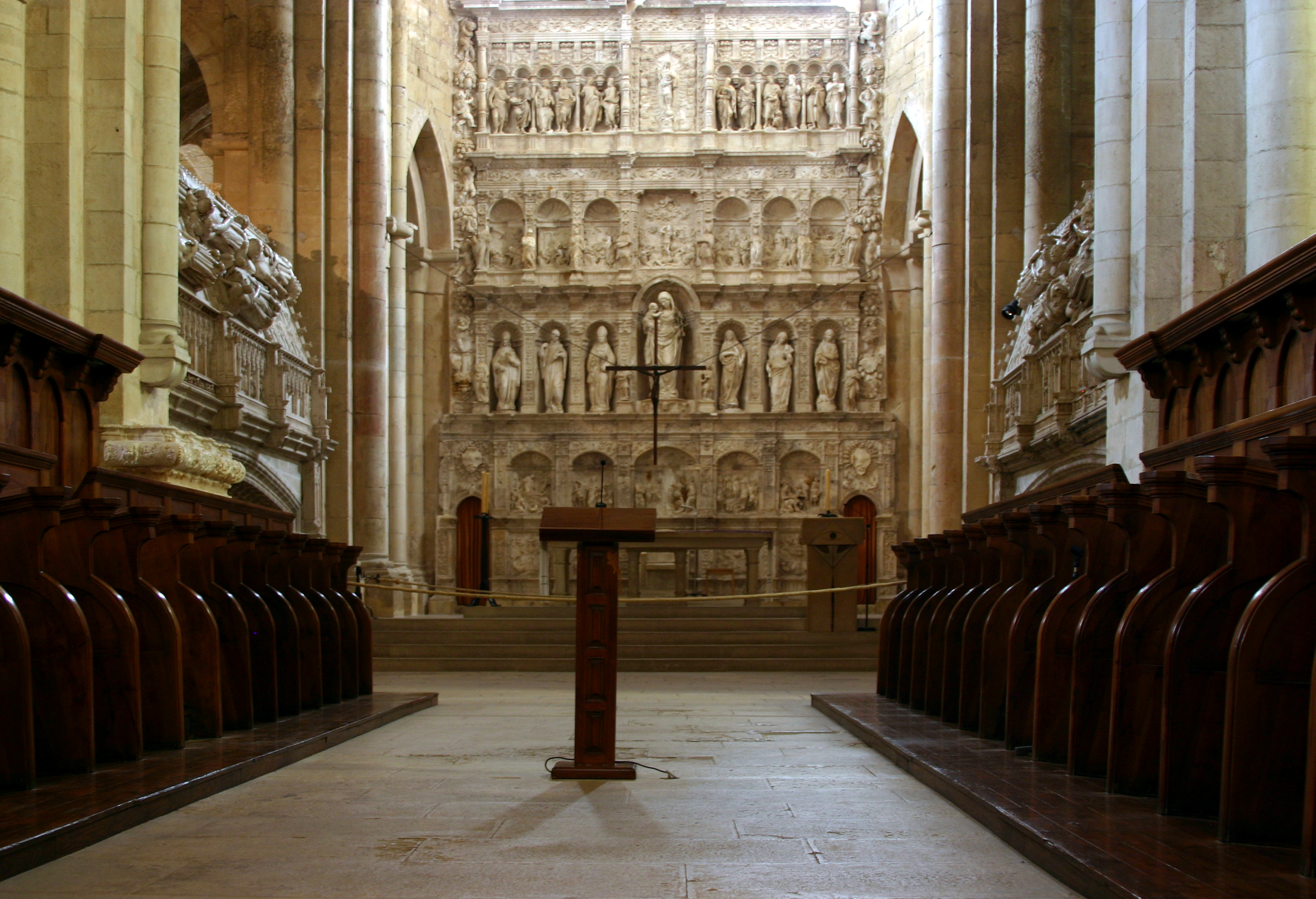
Le retable en albâtre du monastère de Poblet.
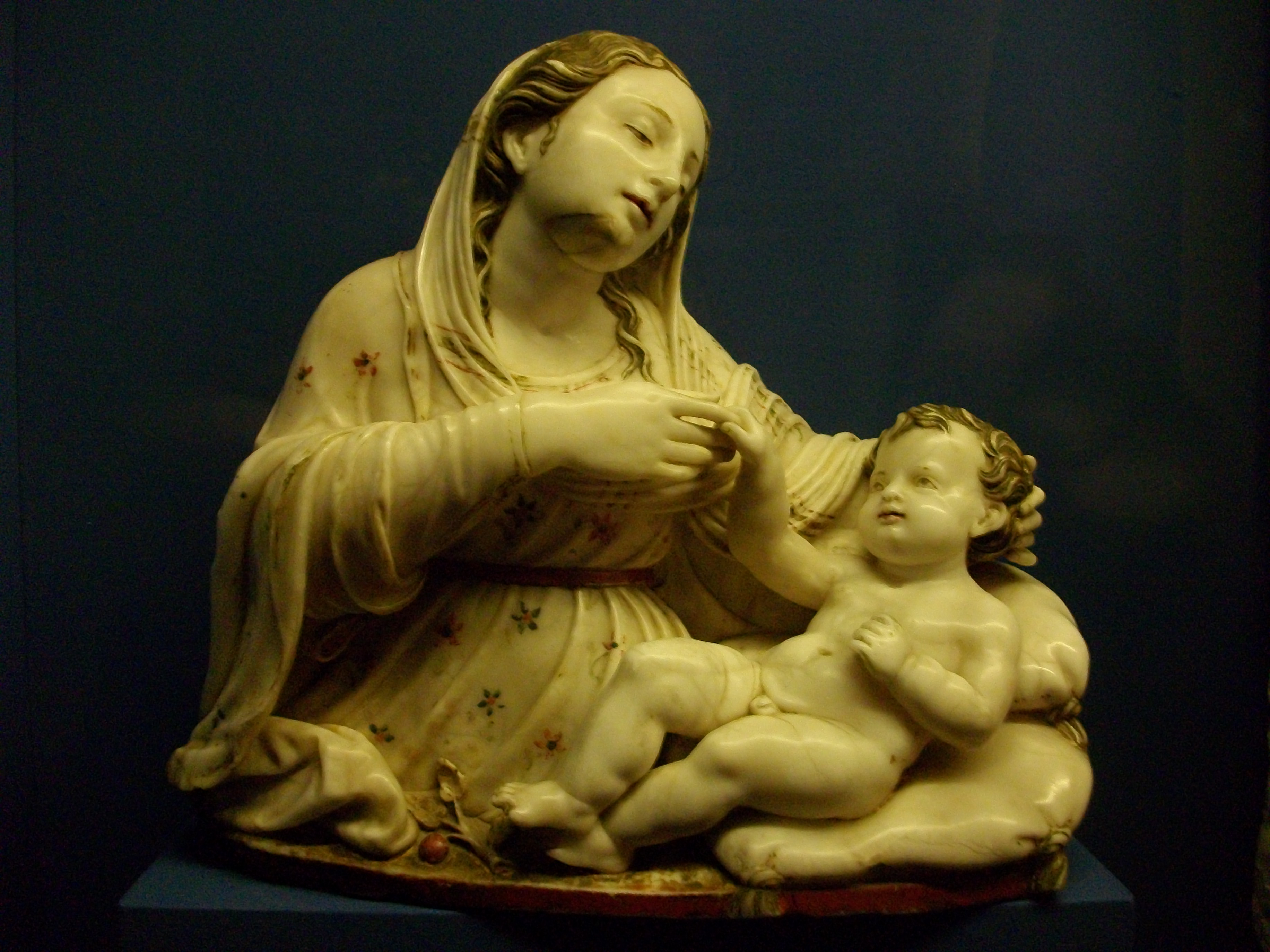
Nuestra Señora del Coro, 1515, collection particulière.
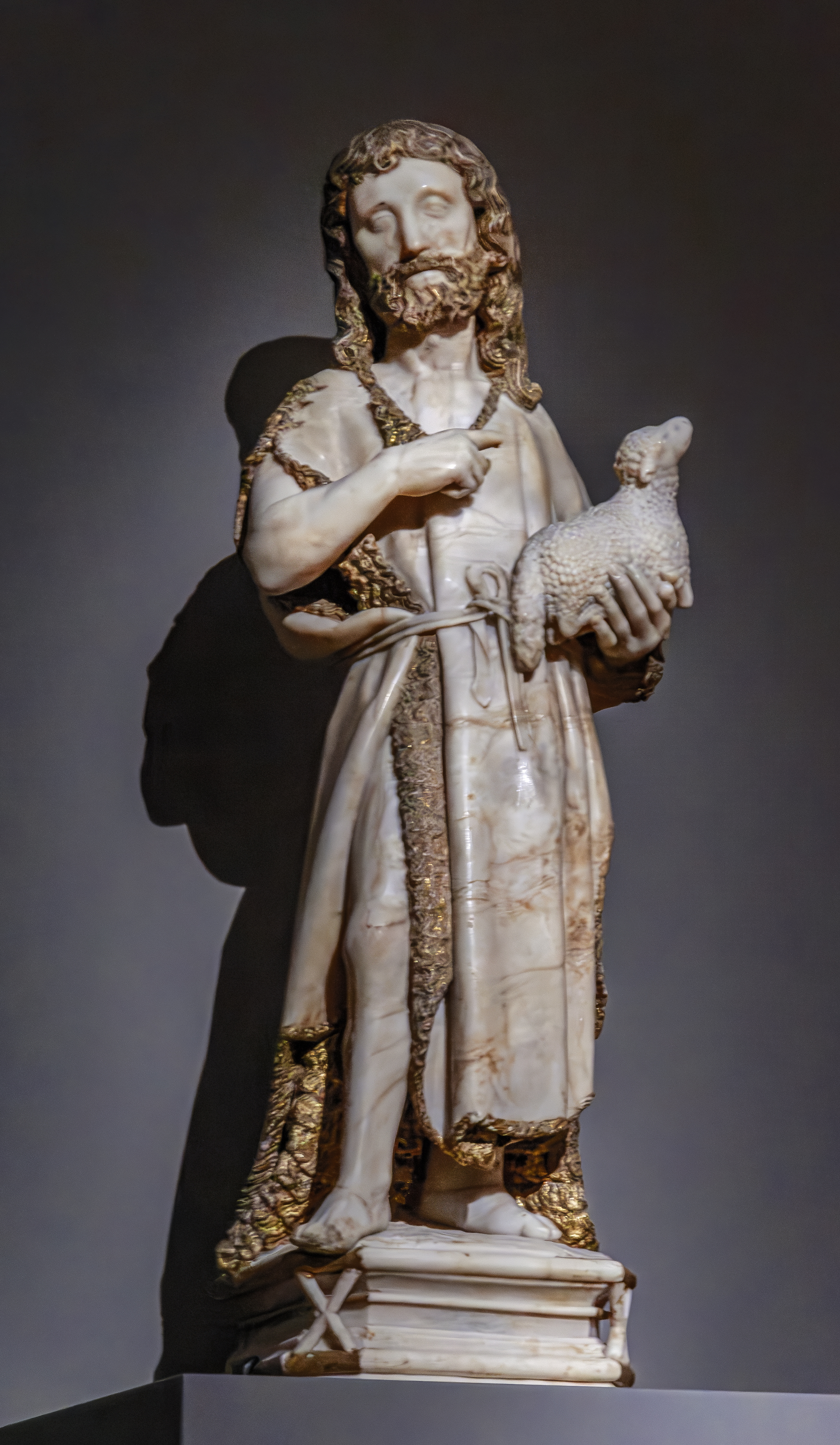
Saint Jean-Baptiste, musée Goya.

## Source
- (es) Cet article est partiellement ou en totalité issu de l’article de Wikipédia en espagnol intitulé « Damián Forment » (voir la liste des auteurs).